# Granchain
Granchain är en kommun i departementet Eure i regionen Normandie i norra Frankrike. Kommunen ligger i kantonen Beaumesnil som tillhör arrondissementet Bernay. År 2018 hade Granchain 226 invånare.

## Befolkningsutveckling
Antalet invånare i kommunen Granchain
Referens:INSEE

## Galleri

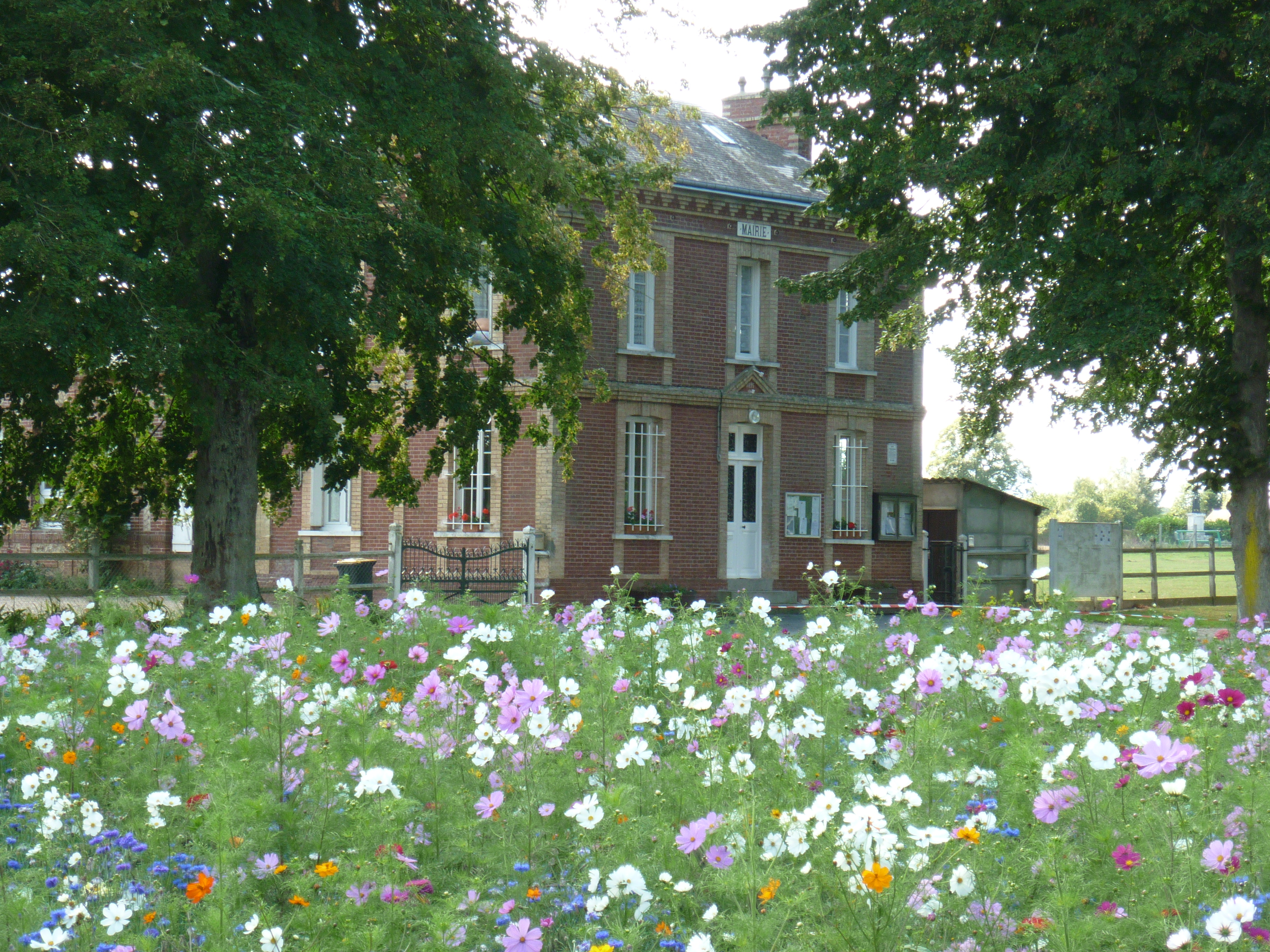
Rådhuset
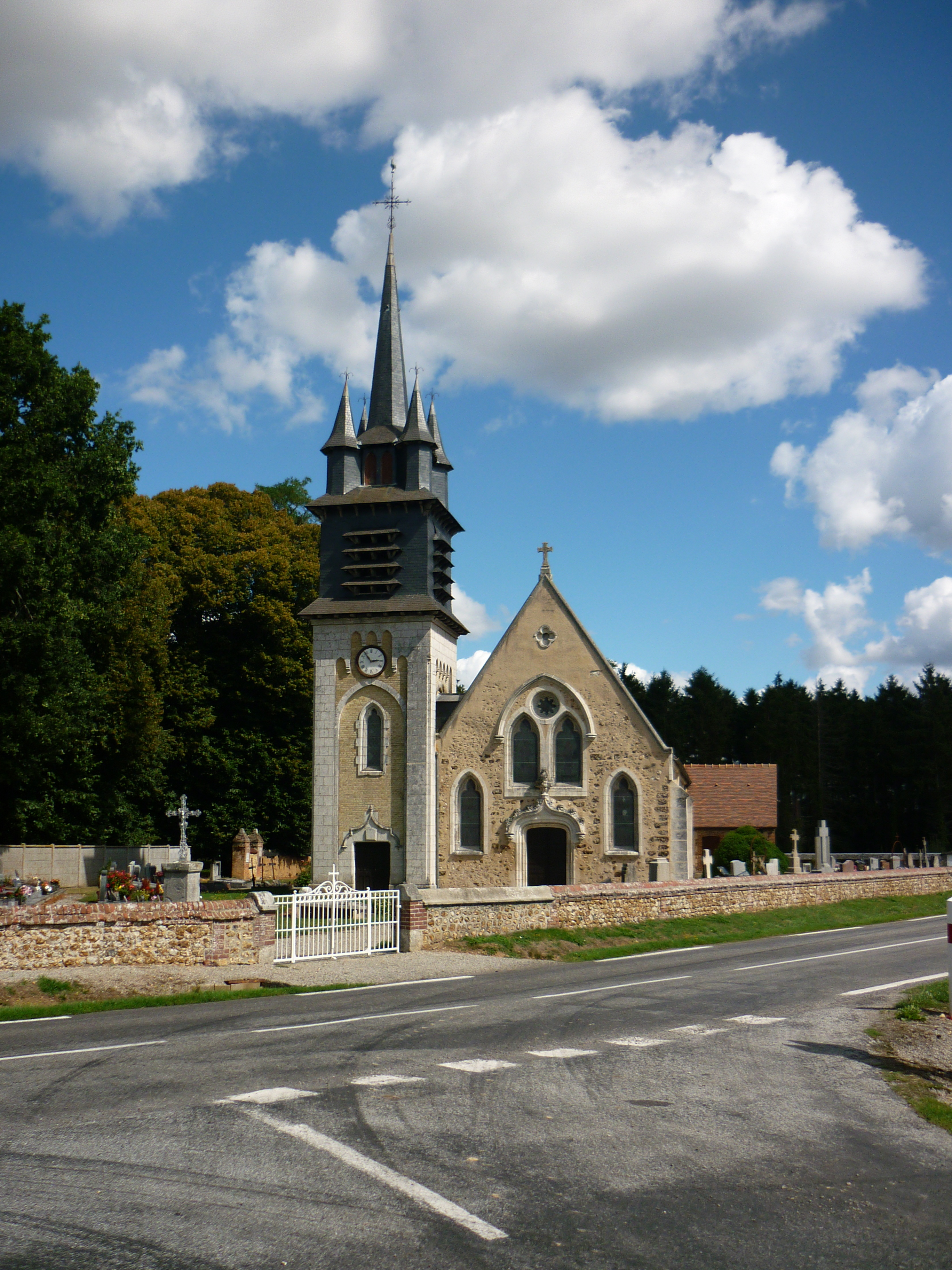
Kyrkan
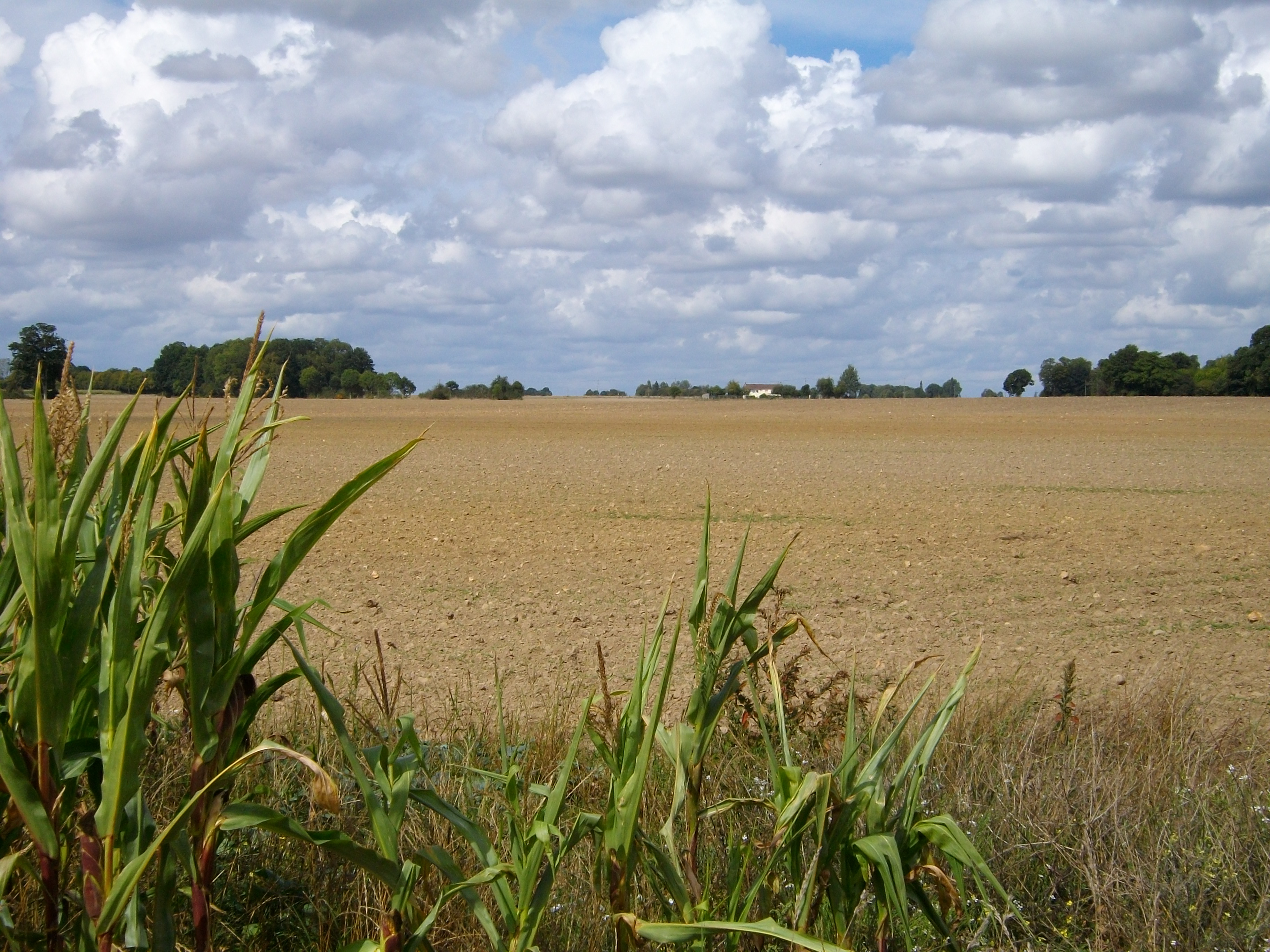